# 877
El 877 (DCCCLXXVII) fou un any comú començat en dimarts del calendari julià.

## Esdeveniments
- Contrauen matrimoni Guifré el Pilós i Gunilda d'Empúries.
- S'inicia un setge a Siracusa.
- Batalla de Strangford Lough pel tron d'Irlanda.
- Formació dels càrmates.[1]

## Necrològiques
- 6 d'octubre: Carles el Calb, rei dels francs.